# Sciara (Giarre)
Sciara is een plaats (frazione) in de Italiaanse gemeente Giarre.